# Caio Henrique
Caio Henrique Oliveira Silva (* 31. Juli 1997 in Santos) ist ein brasilianischer Fußballspieler, der aktuell bei der AS Monaco in der Ligue 1 spielt.

## Karriere

### Verein
Caio Henrique begann seine fußballerische Ausbildung beim FC Santos, wo er bis 2016 spielte, ehe er in die U19-Mannschaft von Atlético Madrid wechselte. Er debütierte am 30. November 2016 in der Copa del Rey bei einem 6:0-Sieg über den CD Guijuelo. Zudem stand er bereits in der Primera División und der Champions League im Kader. Anschließend spielte er in der Saison 2017/18 fünfmal für die zweite Mannschaft. Für die Saison 2018 wurde er nach Brasilien an den Paraná Clube verliehen. Dort gab er direkt am ersten Spieltag sein Profidebüt, als er bei einer 0:1-Niederlage gegen den FC São Paulo über die vollen 90 Minuten spielte. Bei Paraná war er Stammspieler und kam zu 27 Ligaeinsätzen, wobei er drei Tore vorlegte. Für die Folgesaison 2019 wurde er erneut nach Brasilien an Fluminense Rio de Janeiro verliehen. Sein Debüt bei dem Klub war zugleich sein Debüt auf internationaler Ebene in der Copa Sudamericana bei einem 0:0-Unentschieden gegen den CD Antofagasta. Bei seinem Ligadebüt spielte er erneut am ersten Spieltag über die volle Spielzeit bei einer 0:1-Niederlage, dieses Mal gegen den Goiás EC. Bei einem 2:1-Sieg über Grêmio Porto Alegre schoss er das zwischenzeitliche 2:0 und somit seinen ersten Treffer im Profibereich. Die Saison beendete er mit 35 Ligaeinsätzen (ein Tor), acht Einsätzen in der Copa Sudamericana und 14 in der Staatsmeisterschaft (ein Tor). Nach der erneuten Rückkehr zu Atlético, wechselte er erneut auf Leihbasis in die Série A zu Grêmio Porto Alegre. Dort spielte er zweimal in der Copa Libertadores und dreimal in der Staatsmeisterschaft. Ende Mai 2020 wurde die Leihe von den Madrilenen abgeholt und Caio Henrique kehrte zum Klub von Diego Simeone zurück.
Im August 2020 wechselte er für acht Millionen Euro in die Ligue 1 zur AS Monaco. Sein Debüt im neuen Trikot gab er am siebten Spieltag bei einem 1:1-Unentschieden gegen den HSC Montpellier, als er eine halbe Stunde auf dem Feld stand. Insgesamt spielte er in der Spielzeit 2020/21 36 Spiele und war somit absolute Stammkraft bei Monaco. Am 16. September 2021 spielte er gegen Sturm Graz das erste Mal in der Europa League, als sein Team 1:0 gewann und Caio Henrique eine Halbzeit spielte. Mitte Januar, am 21. Spieltag der Saison schoss er gegen Clermont Foot bei einem 4:0-Sieg sein erstes Tor in Frankreich und gab zudem eine Vorlage im Spiel. Auch 2021/22 war er absoluter Stammspieler in seiner Mannschaft.

### Nationalmannschaft
Caio Henrique spielte von 2016 bis Anfang 2017 elfmal für die U20-Mannschaft der Brasilianer, unter anderem bei der U20-Copa-América 2017. Von 2019 bis 2020 spielte er schließlich elfmal für die U23-Männer.
Am 18. August 2023 wurde der Spieler für Spiele zur WM-Qualifikation 2026 im Folgemonat gegen Bolivien und Peru berufen. In der Partie gegen Bolivien am 8. September stand er dann in der Startelf.